# Рід Соґа

Скорочене генеалогічне дерево Соґа

Рід Соґа (яп. 蘇我氏, そがのうじ, соґа-но-удзі) — японський аристократичний рід 6–7 століття періоду Ямато. 

## Короткі відомості
В японській історіографії походження Соґа до кінця не з'ясоване. Згідно з однією теорією цей рід був нащадком місцевої знаті району Соґа на півдні Яматоської западини в сучасній японській префектурі Нара. Згідно з іншою Соґа були переселенцями-високопосадовцями з корейської держави Пекче, які оселилися у вищезгаданому районі Яматоської западини й натуралізувалися. Згідно з цією теорією 475 року під час заворушень в Пекче до Ямато прибуває якийсь Соґа Маті.
Відповідно до найстаріших японських хронік «Кодзікі» та «Ніхон сьокі» члени роду Соґа виводили свій родовід від Такеуті но Сукуне, героя корейського походу часів імператриці Дзінґу, і приходилися родичами японським аристократичним родам Хата, Косе, Хеґурі, Кацуракі та іншим. Пізніші джерела, такі як генеалогічні списки «Сінсен сьодзіроку», називають пращуром Соґа японського імператора Коґена.
Часті згадки про Соґа з'являються у 6 столітті. Вони пов'язані з діяльністю голови роду Соґа но Інаме, який використовуючи зв'язки з представниками родин-мігрантів при дворі, зокрема родиною Ямато-но-ая, зміг вислужитися до посади головного монаршого радника О-омі (536–570). Опираючись на натуралізовану знать китайсько-корейського походження, він сприяв поширенню буддизму в Японії. Активна підтримка іноземного вчення спричинила конфлікт між родом Соґа та родами Мононобе і Накатомі, поборниками традиційних японських вірувань. Спалахнула кривава війна, в якій перемога дісталася прибічникам буддизму.
Наступники Соґа но Інаме — Соґа но Умако, його син Соґа но Емісі та онук Соґа но Ірука, які успадкували титул О-омі, встановили в Японії фактичну диктатуру свого роду і загрожували існуванню тогочасної імператорської династії. Це викликало невдоволення знаті та монарха. В червні 645 року змовники крон-принц Нака но Ое та його підопічний Накатомі но Каматарі убили Соґа но Емісі, а Іруку змусили покінчити самогубством. Головна лінія роду Соґа перервалася. Врятувалися лише голови бічних гілок, які співробітничали з імператором — Соґа но Маро, Соґа но Мурадзі та Соґа но Акае. У наступну епоху реформ Тайка вони отримали посади міністрів в новому уряді.
У 672 році спалахнула Смута Дзінсін довкола спадкоємця Імператорського престолу, в результаті якої Соґа були майже поголовно знищенні. Уцілілі нащадки Мурадзі отримали нове прізвище — Ісікава і титул — сукуне, а потім асон. Піднесення Ісікави відбулося в період Нара.

## Голови роду
- Соґа но Інаме (506 (?) — 570)
- Соґа но Умако (551 (?) — 626)
- Соґа но Емісі (586 (?) — 645)
- Соґа но Ірука (? — 645)